# NGC 6050B
NGC 6050B (другие обозначения — IC 1179B, DRCG 34-155, UGC 10186, ZWG 108.118, MCG 3-41-92, ARP 272, KCPG 481A, PGC 57053) — спиральная галактика с перемычкой (SBc) в созвездии Геркулес.
Этот объект не входит в число перечисленных в оригинальной редакции «Нового общего каталога» и был добавлен позднее.